# Esther Lederberg
Esther Miriam Zimmer Lederbergová, nepřechýleně Lederberg, (18. prosince 1922 Bronx – 11. listopadu 2006 Stanford, Kalifornie) byla americká mikrobioložka a průkopnice bakteriální genetiky. Objevila bakteriální virus λ a bakteriální faktor plodnosti F, navrhla první provedení replikace do misek s různým substrátem a prohloubila znalosti o přenosu genů mezi bakteriemi pomocí specializované transdukce.
Lederbergová také založila a řídila dnes již neexistující Plazmidové referenční centrum na Stanfordově univerzitě, kde udržovala, pojmenovávala a distribuovala plazmidy mnoha typů, včetně těch, které kódují rezistenci vůči antibiotikům, těžkým kovům, virulenci, konjugaci, koliciny, transpozony a další neznámé faktory.
Jako žena v oboru, kde dominovali muži, a manželka nositele Nobelovy ceny Joshuy Lederberga bojovala Esther Lederbergová o profesní uznání. Navzdory svým zásadním objevům v oblasti mikrobiologie jí nikdy nebylo nabídnuto stálé místo na univerzitě. Učebnice její práci často ignorují a její úspěchy připisují jejímu manželovi.